# Astracantha denudata
Astracantha denudata är en ärtväxtart som först beskrevs av Christian von Steven, och fick sitt nu gällande namn av Dieter Podlech. Astracantha denudata ingår i släktet Astracantha och familjen ärtväxter. IUCN kategoriserar arten globalt som livskraftig. Inga underarter finns listade i Catalogue of Life.